# Ley General de Acceso de las Mujeres a una Vida Libre de Violencia
La Ley General de Acceso de las Mujeres a una Vida Libre de Violencia es una ley mexicana de observancia general en la República Mexicana. Tiene por objetivo prevenir, sancionar y erradicar la violencia contra las mujeres, mediante una coordinación entre el gobierno federal,  estados y municipios, y con ello garantizar para las mujeres el acceso a una vida libre de violencia. Fue publicada en el Diario Oficial de la Federación el 1 de febrero de 2007.

## Historia
La ley tuvo como antecedente la Investigación Diagnóstica sobre la Violencia Feminicida en la República Mexicana hecho por Marcela Lagarde por encargo de la Cámara de Diputados. Fue la primera investigación científica cuantitativa y cualitativa respecto a la violencia de género realizada en el país, en ella se concluyó que la violencia contra las mujeres se enmarcaba en una condición cultural de discriminación contra la mujer, es decir, que era un fenómeno estructural.
A partir de este estudio, las comisiones de Equidad y Género, el Especial de Feminicidios y el Especial de Infancia, Adolescencia y Familias elaboraron el texto de la que sería la ley. Más adelante, la Comisión de Justicia y Derechos Humanos emitió un favorable dictamen. Después, fue aprobada unánimemente en la Cámara de los Diputados de la LIX (59) Legislatura y con mayoría, solo voto en contra en el Senado. Finalmente fue publicada en el Diario Oficial de la Federación del 1 de febrero de 2007.

## Características
En esta ley se definieron por primera vez los tipos de violencia: psicológica, física, económica, patrimonial y sexual, para aclarar que la violencia no necesariamente es física. Así como los conceptos fundamentales como la violencia contra las mujeres, derechos humanos de las mujeres, perspectiva de género, empoderamiento de las mujeres y misoginia. 
Dentro de los principios rectores para el acceso de todas las mujeres a una vida libre de violencia encontramos: 
- Igualdad jurídica entre la mujer y el hombre
- Respeto a la dignidad humana de las mujeres
- No discriminación
- Libertad de las mujeres.[5]

### Tipos de violencia
- Violencia Psicológica.- Es cualquier acto u omisión que dañe la estabilidad psicológica, que puede consistir en: negligencia, abandono, descuido reiterado, celotipia, insultos, humillaciones, devaluación, marginación, indiferencia, infidelidad, comparaciones destructivas, rechazo, restricción a la autodeterminación y amenazas, las cuales conllevan a la víctima a la depresión, al aislamiento, a la devaluación de su autoestima e incluso al suicidio;
- Violencia Física.- Es cualquier acto que inflige daño no accidental, usando la fuerza física o algún tipo de arma u objeto que pueda provocar o no lesiones ya sean internas, externas, o ambas;
- Violencia Patrimonial.- Es cualquier acto u omisión que afecta la supervivencia de la víctima. Se manifiesta en: la transformación, sustracción, destrucción, retención o distracción de objetos, documentos personales, bienes y valores, derechos patrimoniales o recursos económicos destinados a satisfacer sus necesidades y puede abarcar los daños a los bienes comunes o propios de la víctima;
- Violencia Económica.- Es toda acción u omisión del Agresor que afecta la supervivencia económica de la víctima. Se manifiesta a través de limitaciones encaminadas a controlar el ingreso de sus percepciones económicas, así como la percepción de un salario menor por igual trabajo, dentro de un mismo centro laboral, y
- Violencia Sexual.- Es cualquier acto que degrada o daña el cuerpo y/o la sexualidad de la Víctima y que por tanto atenta contra su libertad, dignidad e integridad física. Es una expresión de abuso de poder que implica la supremacía masculina sobre la mujer, al denigrarla y concebirla como objeto, y
- Cualesquiera otras formas análogas que lesionen o sean susceptibles de dañar la dignidad, integridad o libertad de las mujeres.

### Modalidades
La ley estableció define la violencia por modalidades: violencia familiar, laboral y docente, comunitaria y violencia institucional. Asimismo, define el hostigamiento, el acoso sexual y la violencia feminicida, a partir de la cual se tipifica el feminicidio. 
- Violencia familiar: Es el acto abusivo de poder u omisión intencional, dirigido a dominar, someter, controlar, o agredir de manera física, verbal, psicológica, patrimonial, económica y sexual a las mujeres, dentro o fuera del domicilio familiar, cuyo Agresor tenga o haya tenido relación de parentesco por consanguinidad o afinidad, de matrimonio, concubinato o mantengan o hayan mantenido una relación de hecho.
- Violencia laboral y docente: Se ejerce por las personas que tienen un vínculo laboral, docente o análogo con la víctima, independientemente de la relación jerárquica, consistente en un acto o una omisión en abuso de poder que daña la autoestima, salud, integridad, libertad y seguridad de la víctima, e impide su desarrollo y atenta contra la igualdad.
- Violencia en la comunidad: Son los actos individuales o colectivos que transgreden derechos fundamentales de las mujeres y propician su denigración, discriminación, marginación o exclusión en el ámbito público.
- Violencia institucional: Son los actos u omisiones de las y los servidores públicos de cualquier orden de gobierno que discriminen o tengan como fin dilatar, obstaculizar o impedir el goce y ejercicio de los derechos humanos de las mujeres así como su acceso al disfrute de políticas públicas destinadas a prevenir, atender, investigar, sancionar y erradicar los diferentes tipos de violencia.
- Violencia Feminicida: Es la forma extrema de violencia de género contra las mujeres, producto de la violación de sus derechos humanos, en los ámbitos público y privado, conformada por el conjunto de conductas misóginas que pueden conllevar impunidad social y del Estado y puede culminar en homicidio y otras formas de muerte violenta de mujeres.
- Violencia Digital: La violencia contra las mujeres relacionada con las tecnologías son actos de violencia de género cometidos, instigados o agravados por el uso de las tecnologías, plataformas de redes sociales o correo electrónico causan daño psicológico y emocional, refuerzan los prejuicios, dañan la reputación, causan pérdidas económicas, obstaculizan la participación en la vida pública, y pueden propiciar otras formas de violencia física o sexual.

Dentro de las acciones plantea la Alerta de violencia de género para enfrentar y erradicar la violencia feminicida en un territorio determinado.

## Sistema Nacional para Prevenir, Atender, Sancionar y Erradicar la Violencia contra las Mujeres
El Sistema Nacional de Prevención, Atención, Sanción y Erradicación de la Violencia contra las Mujeres (Sistema Nacional) es un mecanismo que coordina de manera interinstitucional, acciones, programas, servicios políticas e instrumentos para garantizar el derecho de las mujeres a una vida libre de violencia, surge del artículo 35 de la Ley General de Acceso de las Mujeres a una Vida Libre de Violencia.
Se instaló por primera vez el 3 de abril de 2007, para 2018 había sesionado 33 veces de manera ordinaria y 17 veces de manera extraordinaria. En la Ley General se establece que debe sesionar de forma ordinaria, cuando menos, tres veces al año, sin perjuicio de las extraordinaria.
Cuenta con el Reglamento para el Funcionamiento del Sistema Nacional de Prevención, Atención, Sanción y Erradicación de la Violencia contra las Mujeres, en el cual se establecen las reglas de operación del Sistema Nacional.